# Pseudostixis proxima
Pseudostixis proxima là một loài bọ cánh cứng trong họ Cerambycidae.